# Dominique Barberi
Pour les articles homonymes, voir Barberi.
Dominique Barberi, en religion Dominique de la Mère de Dieu, né le 22 juin 1792 à Viterbe (Italie) et décédé le 27 août 1849 à Reading (Royaume-Uni), est un prêtre catholique italien, religieux de la congrégation de la Passion de Jésus-Christ de la première moitié du XIXe siècle, apôtre de l'œcuménisme. Il est déclaré bienheureux le 27 octobre 1963.

## Biographie
Dominique Barberi est né à Viterbe en 1792, dans une modeste famille de paysans du Latium. A l'âge de 11 ans il perd ses parents et devient orphelin. Les frères et sœurs sont répartis dans la famille et lui est recueilli par un oncle maternel. Il doit abandonner les études et aller travailler au champs jusqu'à 21 ans. Il parvient néanmoins à suivre une formation scolaire chez les pères passionnistes. Souhaitant se faire religieux, il entre chez les Passionistes en 1814 sous le nom de Dominique de la Mère de Dieu. Il est ordonné prêtre en 1818,,.
À Rome,  il enseigne la philosophie et la théologie. Il fait aussi la connaissance de Georges Spencer, prêtre anglican converti au catholicisme, qui y résida de 1830 à 1832. Il se lie avec des personnalités anglo-saxonne. Étant lecteur en théologie à Rome, il se met à écrire abondamment (des œuvres mystiques, polémiques, philosophiques, sur la prédication), plus de 180 ouvrages au total,. Il est envoyé fonder en 1840 la première maison passioniste hors d'Italie, dans la commune d'Ere en Belgique, en vue de l'évangélisation de l'Angleterre. En 1842 il fonde un nouvel établissement à Aston Hall près de Stone.
Il s'intéresse de près au Mouvement d'Oxford, et entretient un dialogue avec ses membres. En 1841, il rédige une Lettre aux professeurs d'Oxford qui eut un grand retentissement. Avec d'autres, John Henry Newman l'étudie avec beaucoup de soin. Cette lettre fut publiée à l'époque en français dans le journal L'Univers. En 1842, il fonde la première maison en Angleterre à Aston Hall (Staffordshire). En huit ans, 300 personnes se convertissent au catholicisme (aussi bien des clercs que des laïcs). En Angleterre, il assure le rôle de curé, de supérieur, de maître des novices ou d'enseignant. Son apostolat s'étend, de nouvelles maisons sont ouvertes, les vocations affluent. Il étend son action jusqu'en Irlande.
Dans les années 1840, alors en mission à Stone, il obtient la conversion d'Elizabeth Prout. C'est à lui que Newman s'adresse lorsqu'il souhaite être reçu dans l'Église catholique,. Dominique est nommé provincial de la mission anglaise de sa congrégation.
Le père Dominique Barberi meurt d'épuisement, le 27 août 1849, dans la gare de Reading: il a 57 ans. Il est enterré dans l'église Sainte Anne et Bienheureux Dominique à St Helens (Merseyside) (Angleterre).

## Béatification et culte

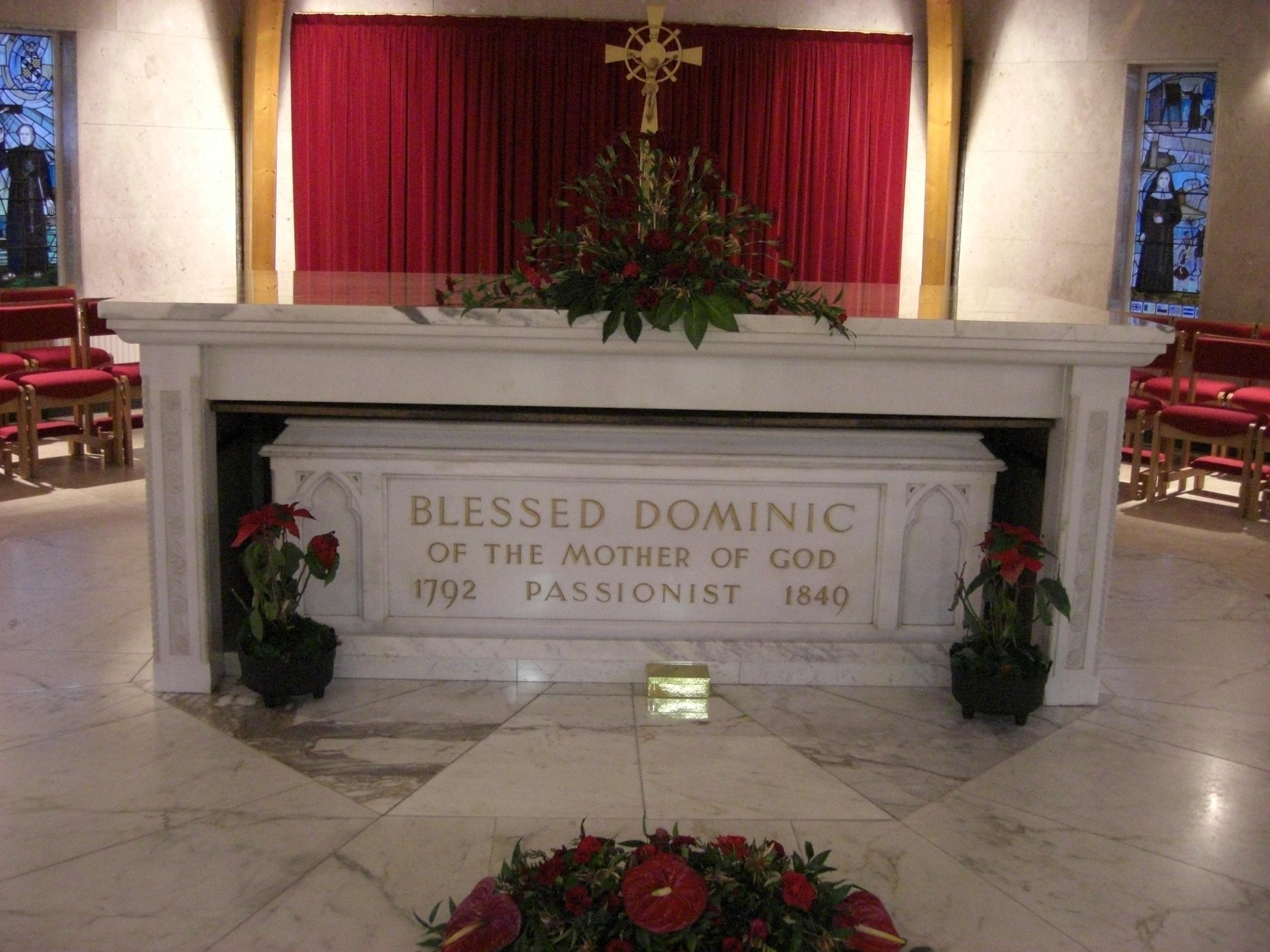
Tombe de Dominique Barberi.

De son vivant, Dominique Barberi était unanimement respecté et apprécié tant par les catholique que par les protestants.
Il est béatifié le 27 octobre 1963 par le pape Paul VI, durant le Concile œcuménique Vatican II. A cette occasion, le pape le salue comme « apôtre de l'unité ».
Sa mémoire litturgique est célébrée le 27 août dans l’Église catholique, tandis que dans sa famille religieuse (la famille Passioniste), sa mémoire se célèbre le 26 août.